# 叉苞乌头
叉苞乌头（学名：Aconitum creagromorphum）为毛茛科乌头属下的一个种。

## 扩展阅读
- 維基物種上的相關：叉苞乌头